# William K. Fuller
William Kendall Fuller (* 24. November 1792 in Schenectady, New York; † 11. November 1883 ebenda) war ein US-amerikanischer Jurist und Politiker. Zwischen 1833 und 1837 vertrat er den Bundesstaat New York im US-Repräsentantenhaus.

## Werdegang
William Kendall Fuller wurde ungefähr neun Jahre nach dem Ende des Unabhängigkeitskrieges im Schenectady County geboren. Er besuchte Gemeinschaftsschulen. 1810 graduierte er am Union College. Er studierte Jura. Nach dem Erhalt seiner Zulassung als Anwalt 1814 begann er in Schenectady zu praktizieren. Zwischen 1821 und 1829 war er Bezirksstaatsanwalt im Madison County. Während dieser Zeit bekleidete er 1823 den Posten als Generaladjutant (Adjutant General) von New York. Er saß 1829 und 1830 in der New York State Assembly. Politisch gehörte er der Jacksonian-Fraktion an.
Bei den Kongresswahlen des Jahres 1832 für den 23. Kongress wurde Fuller im 23. Wahlbezirk von New York in das US-Repräsentantenhaus in Washington, D.C. gewählt, wo er am 4. März 1833 die Nachfolge von Freeborn G. Jewett antrat. Er wurde einmal wiedergewählt und schied dann nach dem 3. März 1837 aus dem Kongress aus.
Nach seiner Kongresszeit ging er wieder seiner Tätigkeit als Anwalt nach. Er verstarb am 11. November 1883 in Schenectady und wurde auf dem Vale Cemetery beigesetzt.